# The Stronger, The Further You'll Be
「The Stronger, The Further You'll Be」（ザ・ストロンガー ザ・ファーザー・ユール・ビー）は、Fear, and Loathing in Las Vegasの楽曲。2019年9月20日にワーナーミュージック・ジャパンより配信された。

## 概要
前作「The Gong of Knockout」より約3か月振りとなる作品。
新たなベーシスト・Tetsuya加入後の新体制初となる楽曲である。2019年9月20日にミュージック・ビデオが公開され、同年12月4日発売のアルバム『HYPERTOUGHNESS』のリード曲として同作に先駆けて先行配信された。ミュージック・ビデオ内には、生前にkeiが使用していたベースをTetsuyaが持ち抱えメンバーと共に歩いていくシーンが含まれている。
本作は後に東京テレビ系特別番組「ウソかホントかわからない やりすぎ都市伝説 2020秋スペシャル」のオープニングテーマとして使われている。
ライターの荒金良介はこの楽曲について、「獰猛なヘヴィリフが牙を剥くアグレッシブなナンバー。MVは、Tetsuyaを含むメンバー5人の演奏シーンを主軸にした従来のラスベガスらしい躍動感溢れる映像に仕上がっている。しかも後半には「何があっても進み続けると心に決めろ」、「人生を楽しめ」と日本語による対訳が流れ、これは応援してくれるファンに対する彼らなりの最大級のメッセージと解釈していい」と、後藤寛子は「MVで訳詞が表示された「何があっても進み続けると心に決めろ／人生を楽しめ」というあまりにも強い歌詞と、その意思をさらに燃えあがらせるアグレッシブな楽曲」とそれぞれコメントしている。

## 収録曲
| #         | タイトル                                | 作詞 | 作曲・編曲 | 時間 |
| --------- | --------------------------------------- | ---- | ---------- | ---- |
| 1.        | 「The Stronger, The Further You'll Be」 |      |            | 3:40 |
| 合計時間: | 合計時間:                               | 3:40 |            |      |

## タイアップ
The Stronger, The Further You'll Be
- テレビ番組「ウソかホントかわからない やりすぎ都市伝説 2020秋スペシャル」オープニングテーマ[4]
- 日本テレビ系特別番組『プロ野球No.1決定戦!バトルスタジアム2021』CMソング

## 収録アルバム
The Stronger, The Further You'll Be
- 『HYPERTOUGHNESS』

## 演奏
- So : Vocal
- Minami : Vocal, Keyboard
- Taiki : Guitar, Vocal, Chorus
- Tomonori : Drums
- Tetsuya : Bass Guitar